# Al Dar
Otoci Al Dar su skupina odmarališnih otoka u blizini Sitre, u Bahreinskom otočju. Nalaze se 12 km jugoistočno od glavnog grada Maname, na otoku Bahreinu.
Odmaralište Al Dar Island udaljeno je deset minuta vožnje od obale od ribarske luke za dhow brodove Sitra (Bandar Al Dar). Odmaralište nudi vožnju vodenim skuterom, ronjenje s disalicom i druge vodene sportove.
Postoje različiti prostori za smještaj koliba s roštiljem. Kolibe su izgrađene od palminog lišća.

## Demografija
Otoci su nenaseljeni.

## Uprava
Otok pripada Južnom guvernoratu.